# Us (land)
Us of (oude spelling) Uz (Hebreeuws: אֶרֶץ־עוּץ, ʾereṣ-ʿŪṣ) was een land in het Midden-Oosten dat in Job in de Hebreeuwse Bijbel genoemd wordt: "In het land Us woonde een man die Job heette. Hij was rechtschapen en onberispelijk, hij had ontzag voor God en meed het kwaad." Us wordt ook genoemd in Jeremia 25:20 en Klaagliederen 4:21.
De exacte locatie van Us is onbekend. De opties die het meest worden genoemd:
- Op basis van Klaagliederen 4:21: Edom, het gebied ten zuiden van de Jordaanvallei.[2]
- In de Oorlogsrol (een van de Dode Zee-rollen) staat dat Us "achter de Eufraat" lag.[3] Daarom wordt Aram, richting Mesopotamië, als optie genoemd.
- Zuidelijk Arabië, in het bijzonder Dhofar.[4]
- Basan in het zuiden van Syrië / westen van Jordanië of Arabië ten oosten van Petra in Jordanië[5]

Voor het verhaal of de interpretatie van het boek Job is de exacte locatie niet relevant, maar het geeft enkele aanwijzingen:
- Het land moet voor Jobs vijanden (zoals de Chaldeeën) bereikbaar zijn geweest.[6]
- Het moet een vruchtbaar gebied zijn geweest, aangezien Job een grote veestapel bezat.[7]
- Er moet minimaal één ommuurde stad zijn geweest, want Job zat voor de stadspoort.[8]